# Canton de Nîmes-5
Le canton de Nîmes-5 est une ancienne division administrative du département du Gard, dans l’arrondissement de Nîmes.

## Composition
Le canton était composé d’une fraction de la commune de Nîmes. Il incluait les quartiers suivants :
- Montcalm-République ;
- Mas de Vignolles ;
- Kilomètre-Delta ;
- Ville-Active ;
- Costières ;
- Puech du Teil ;
- Les Charmilles ;
- Colisée ;
- Dhuoda ;
- Capouchiné.

Canton renouvelé en 2011.

## Représentation
| Période | Période      | Identité                 | Étiquette | Qualité |
| ------- | ------------ | ------------------------ | --------- | --- |
| 1973    | 1982 (décès) | Robert Jonis (1921-1982) | PCF       | Mineur Premier adjoint au maire de Nîmes Suppléant du député Émile Jourdan (1973-1978)                                                                                            |
| 1982    | 1985         | Georgina Dufoix          | PS        | Mère de famille Députée (1986-1988) Ministre (1984-1988), conseillère municipale de Nîmes                                                                                         |
| 1985    | 1998         | Alain Boule              | RPR       | Directeur de la communication et des relations publiques à la Chambre de commerce et d'industrie Adjoint au maire de Nîmes (1989-1995)                                            |
| 1998    | 2004         | Bruno Mangin             | PS        | Pharmacien au maire de Nîmes (1995-2001) |
| 2004    | 2011         | Franck Proust            | UMP       | Agent d'assurance Vice-président de la communauté d’agglomération Nîmes Métropole depuis 2001 Premier adjoint au maire de Nîmes depuis 2008 Député européen (2011-2019)           |
| 2011    | 2015         | Catherine Jehanno        | UMP       | Professeur agrégé à l'Université d'Avignon Adjointe au maire de Nîmes puis Conseillère municipale déléguée aux Ainés Conseillère de la communauté d’agglomération Nîmes Métropole |

Catherine Jehanno a présenté la candidature de Nicolas Sarkozy à l’élection présidentielle de 2012.
Depuis 2012, le canton fait partie de la sixième circonscription du Gard.

## Démographie
| 2012   |
| ------ |
| 18 371 |